# British Comedy Awards 2007
La XVIII edizione dei British Comedy Awards si tenne nel 2008 e venne presentata da Jonathan Ross.

## Vincitori
- Miglior commedia televisiva esordiente - Gavin & Stacey
- Miglior commedia televisiva - Peep Show
- Miglior commedia cinematografica - I Simpson - Il film
- Miglior debutto di un programma comico di intrattenimento - Al Murray's Happy Hour
- Miglior serie comica internazionale - Curb Your Enthusiasm
- Miglior attore in una commedia televisiva - David Mitchell
- Miglior attrice in una commedia televisiva - Liz Smith
- Miglior debutto comico maschile - James Corden
- Miglior debutto comico femminile - Ruth Jones
- Miglior personalità di intrattenimento comico - Simon Amstell
- Miglior esibizione live - Alan Carr
- Ronnie Baker Award - Simon Pegg
- Premio alla carriera - Stephen Fry